# Гражданин гангстер
«Гражданин гангстер» (англ. Citizen Gangster) — канадский художественный фильм в жанре криминальной драмы, поставленный режиссёром-дебютантом Нейтаном Морландо. Фильм основан на жизни реально существовавшего грабителя банков Эдвина Бойда. Главные роли исполнили Скотт Спидмен, Келли Райлли и Уильям Мэйпотер. Премьера состоялась в 2011 году на Международном кинофестивале в Торонто, где фильм получил награду за «Лучший канадский полнометражный дебют». В США прокатом фильма занималась компания IFC Films.
Скотт Спидмен, Кевин Дюранд и Шарлотта Салливан получили номинации на премию «Джини».

## Сюжет
Канадский ветеран Второй мировой войны Эдвин Бойд, работающий водителем автобуса в Торонто, вместе со своей женой-англичанкой Дорин и двумя детьми живёт практически в полной нищете. Отчаявшись, он встаёт на преступный путь: взяв пистолет, он грабит банк. Впоследствии он формирует банду, которая впоследствии потрясает всю Канаду серией ограблений в стиле голливудских фильмов. А тем временем, на след преступников выходит детектив Риз.

## Актёрский состав
| Актёр             | Роль                                        |
| ----------------- | ------------------------------------------- |
| Скотт Спидмен     | Эдвин Алонзо «Эдди» Бойд                    |
| Келли Райлли      | Дорин Бойд жена Эдвина                      |
| Уильям Мэйпотер   | детектив Дэвид Риз                          |
| Кевин Дюранд      | Ленни Джексон член банды Бойда              |
| Мелани Скрофано   | Энн Робертс член банды Бойда                |
| Джозеф Кросс      | Вэл Козак член банды Бойда                  |
| Брайан Кокс       | Гловер Бойд отец Эдвина, бывший полицейский |
| Шарлотта Салливан | Мэри Митчелл любовный интерес Вэла          |
| Брендан Флетчер   | Вилли «Клоун» Джексон брат Ленни            |
| Дэниел Кэш        | Эл                                          |
| Джорис Джарски    | ветеран Второй мировой войны                |

## Производство
Изначально, фильм должен был снять ещё Дени Вильнёв в 2000 году, но тогда он не нашёл продюсирования.
Съёмки фильма начались 17 февраля 2011 года в Су-Сент-Мари (Онтарио, Канада).

## Критика
На Rotten Tomatoes фильм получил рейтинг 50 %, основанный на 14 рецензиях, и среднюю оценку в 5.5/10.
На Metacritic оценка составила 56/100 (на основании 9 отзывов).
Журналистка Линда Барнард из газеты Toronto Star назвала фильм «добротно сделанной, симпатичной историей о самом известном грабителе в Канаде» и дала ему оценку 3/4.
Джо Лейдон из журнала Variety сказал, что местами фильм может быть захватывающим.
В то же время, в газете The New York Times «Гражданин гангстер» был встречен довольно холодно, а Гэри Голдстейн из Los Angeles Times отметил, что лучшим моментом всего фильма была актёрская игра Скотта Спидмена.